# Оксана Мењкова
Оксана Мењкова (блр. Аксана Мянькова; рус. Оксана Менькова 28. март 1982. Кричав) белоруска је атлетичарка, специјалиста за бацање кладива. На Летњим олимпијским играма 2008. у Пекингу освојила је златну медаљу резултатом 76,34 метра, који је тренутно олимпијски рекорд.
Учествовала је Светском првенству у атлетици 2003. у Паризу, Европском првенству 2002. у Минхену и на Летњој универзијади 2005. у Измиру где је освојила 5. место.
Њен лични рекорд у бацању кладива износи 77,32 метара, постигнут 29. јуна 2008, што је трећи резултат на свету у бацању кладива за жене.